# Litogyne
Litogyne é um género botânico pertencente à família Asteraceae.
A autoridade científica do género é Harv., tendo sido publicado em Thes. Cap. 2: 35. 1863.

## Espécies
Segundo a base de dados The Plant List, o género tem 10 espécies descritas, das quais só 1 é aceite:
- Litogyne gariepina (DC.) Anderb.